# میسون ماکت
میسون ماکت (انگلیسی: Maison Maquet) شرکت کالای لوکس فرانسوی است، که در سال ۱۸۴۱ تأسیس شد.